# 小さな駅で降りる
小さな駅で降りる（ちいさなえきでおりる）は、2000年4月12日（水曜日）にテレビ東京系列にて放送されたテレビドラマ。放送時間は21:00 - 23:24（JST）。

## キャスト
- 里見恭司 - 中村雅俊
- 沢口草平 - 堤真一
- 安達遠子 - 根岸季衣
- 野川京子 - 奥貫薫
- 里見奈々江 - 前田亜季
- 太田辰夫 - 石丸謙二郎
- 塚本豊一郎 - 岩松了
- 山岸貞一 - 山﨑努（特別出演）
- 松代邦雄 - 柄本明
- 杉崎専務 - 佐藤慶
- 沢口淑美 - 牧瀬里穂
- 里美亜也 - 樋口可南子
- 中林美代子 - 曽川留三子

## スタッフ
- 作：山田太一
- 音楽：久石譲、上田聡
- 選挙区：御園雅也
- フルート指導：村松智美
- 監督：松原信吾
- 助監督：伊藤嘉文
- 監督助手：廣田啓、山浦和久、山鹿達也
- 撮影技術：羽方義昌
- 照明：森谷清彦
- 技術協力：テクノマックス、イマジカ
- 美術：横山豊
- 美術強化：大船撮影所
- 制作担当：林利雄
- 制作主任：小野成樹
- プロデューサー：佐々木彰、小川治、高倉三郎
- プロデューサー補：関光晴
- 協力：東京映画新社、木下プロダクション